# Набэсима Наоёси (1623—1689)
Набэсима Наоёси (яп. 鍋島 直能, 17 января 1623 — 9 октября 1689) — японский даймё периода Эдо, 2-й правитель княжества Оги (1654—1679).

## Биография
Родился в семейной резиденции в Эдо как старший сын Набэсимы Мотосигэ, 1-го даймё Оги. Мать, Онио, дочь Набэсимы Сигэсато. После смерти своего отца в 1654 году Наоёси унаследовал княжество.
Наоёси был литератором, и в 1672 году составил свой сборник японской поэзии и ряд других произведений. Из-за этого считается, что у него были близкие отношения с кугэ.
В декабре 1679 года Набэсима Наоёси передал княжество своему второму сыну Мототакэ и вышел в отставку. Считается, что это произошло из-за того, что у него были плохие отношения с княжеством Сага, главной семьёй и другими дочерними княжествами. В 1681 году Наоёси стал монахом, но продолжил свою литературную деятельность и в 1684 году построил сад Сиракуэн (自楽園), будущий парк Оги.
Набэсима Наоёси умер в 1689 году в своём особняке в Оги в возрасте 66 лет.

## Семья
Жена, Цуруко, дочь Таку Сигэтоки. Наложница, Игако, дочь Бодзё Тосиматы.
Дети:
- Набэсима Наомаса, старший сын
- жена Тадзириси Окотанэ
- Набэсима Мототакэ, второй сын
- Набэсима Мотоацу, третий сын
- Набэсима Акитон, четвёртый сын
- Миура Норифую, пятый сын
- жена Миуры Акихиро[яп.]